# Celebru și bogat
The Bellboy este un film de comedie american din 1960 regizat de Jerry Lewis.

## Distribuție
- Jerry Lewis ca Stanley
- Alex Gerry ca Mr. Novak, Hotel Managar
- Bob Clayton ca Bob, Bell Captain
- Sonnie Sands ca Sonnie, Bellboy